# Terremoto in Montenegro del 1979
Il terremoto in Montenegro del 1979 fu un sisma che si verificò il 15 aprile alle ore 06:19 UTC. Con una magnitudo di 6,9 e una potenza di X sulla scala Mercalli, questo terremoto rappresentò la catastrofe più devastante che colpì il Montenegro, allora facente parte della Jugoslavia. I suoi effetti furono avvertiti principalmente lungo la costa montenegrina e albanese, ma anche nelle città di Podgorica e Dubrovnik (Ragusa), raggiungendo un'intensità di VII. Altri centri urbani come Sarajevo e Skopje registrarono un'intensità compresa tra V e VI, mentre a Belgrado, Zagabria e Lubiana, raggiunse un livello di III-IV.

Il terremoto principale è stato seguito da oltre 90 scosse di assestamento, con una magnitudo superiore a 4,0 sulla scala Richter, le più forti delle quali si verificarono il 24 maggio 1979, raggiungendo una magnitudo di 6,3.

## Danni

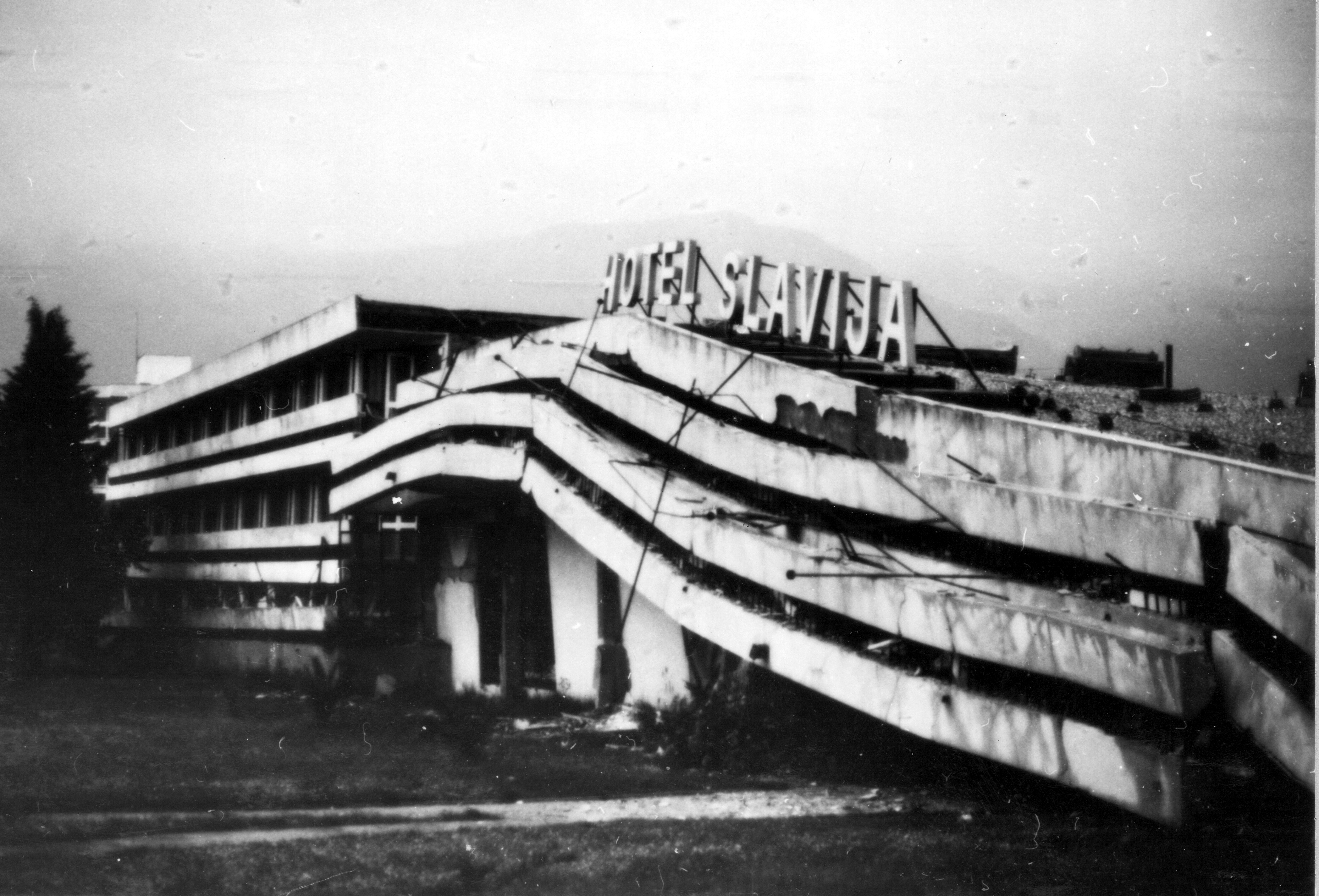
Danni causati all'Hotel Slavija a Budva

Il centro storico di Budva, uno dei siti del patrimonio culturale del Montenegro, fu pesantemente devastato. Dei 400 edifici nel centro storico di Budva, solamente 8 rimasero illesi dal terremoto. Anche le mura che proteggevano il centro storico furono gravemente danneggiate. Anche il monastero di Praskvica, che si trova tra Miločer e Sveti Stefan nel comune di Budva, subì gravi danni. La chiesa all'interno del monastero crollò quasi completamente, così come gli affreschi del monastero.
Le mura che circondano Stari Bar subirono pochissimi danni dal terremoto, rispetto all'Acquedotto di Stari Bar che è stato completamente distrutto. Anche a Herceg Novi parti delle mura del centro storico caddero nel mare Adriatico. Il centro storico di Ulcinj, un altro sito del patrimonio culturale montenegrino, fu quasi totalmente devastato. La secolare Torre Balšić a Ulcinj ebbe un crollo parziale a causa del terremoto.
Oltre 450 villaggi furono rasi al suolo. Inoltre, molti villaggi nelle regioni di Crmnica, Grbalj, Krajina e Paštrovići rischiarono il crollo. Nell'entroterra, anche Cetinje, Danilovgrad, Nikšić e la capitale del Montenegro, Titograd (l'attuale Podgorica ) furono danneggiate, ma non così gravemente.
Anche le aree al di fuori del Montenegro e dell'Albania subirono danni. 1.071 edifici vennero danneggiati a Dubrovnik, in Croazia, comprese le sue mura. Nei villaggi di Konavle e Župa Dubrovačka, a sud di Dubrovnik, costruiti su pendii montuosi non protetti, l'80% delle case era ormai inabitabile. Nel 1980, il danno totale stimato, solamente nell'area di Dubrovnik, fu di 436,5 milioni di dollari.
Secondo un rapporto dell'UNESCO del 1984, un totale di 1.487 oggetti furono danneggiati, quasi la metà dei quali erano abitazioni e un altro 40% erano chiese e altri beni sacri. Solo il 30% dei 1.487 oggetti danneggiati è andato distrutto.
Alla fine della catastrofe, 101 persone erano morte in Montenegro e 35 in Albania e oltre 100.000 persone erano rimaste senza casa.

### Aiuti e sostegni
Alcuni giorni dopo il terremoto, vennero messi a disposizione 30.000 dollari per lavori di soccorso e ripristino delle aree disastrate. Il 28 maggio 1979, il direttore generale dell'UNESCO lanciò un appello mondiale per aiutare la nazione.
Diversi mesi dopo, nell'ottobre 1979, il Comitato del patrimonio mondiale dell'UNESCO decise di inserire la regione naturale e storico-culturale di Cattaro nella lista del patrimonio mondiale e nella lista del patrimonio mondiale in pericolo .
L'UNESCO, attraverso l'ICCROM, aiutò l'Istituto della Repubblica per la Protezione dei Monumenti Culturali di Cetinje per il restauro degli affreschi nella Chiesa della Vergine nel Monastero di Podlastva. Un aiuto simile è stato dato per il restauro della chiesa di Alexander Nevsky sull'isola di Sveti Stefan.
Le prime stime del costo dei beni culturali danneggiati furono di circa 10.527.690.000 dinari jugoslavi (10,5 miliardi di dollari), che è poco meno del 15% del danno totale del terremoto. I tassi di inflazione del 1984 fissarono tale importo a circa 3.174.098.500.000 dinari (3,1 trilioni), pari a 31.700.000.000 di dollari USA (31 miliardi di dollari). Il governo jugoslavo accettò di pagare l'82% del costo totale stimato per beni culturali danneggiati, mentre il restante 18% doveva essere pagato dai comuni locali. Per aiutare a far fronte ai costi totali del disastro, il governo istituì un fondo statutario secondo il quale ogni lavoratore in tutta la SFR Jugoslavia doveva contribuire con l'1% del proprio stipendio mensile per un periodo di dieci anni: dal 1979 al 1989.
Al 1º settembre 1983, il governo preventivava una spesa totale di 54.722.849.000 dinari (54,7 miliardi), di cui il 3,7% o 21.023.620.800 dinari (21 miliardi) erano destinati ai beni culturali.
Nel 1984, il Montenegro si trovava ancora in fase di ricostruzione; l'intera costa montenegrina, in particolare Budva e Cattaro, e Cetinje riceveva il maggior supporto. Diversi oggetti erano stati completamente restaurati nel 1984, tra cui il Museo Memoriale di Jovan Tomasevic a Bar; Monastero di San Vid e Chiesa di Sant'Alexander Nevsky a Budva; Istituto della Repubblica per la protezione dei monumenti culturali (ex ambasciata austriaca ), Museo statale (ex palazzo del re Nicola ), Galleria nazionale e casa vescovile a Cetinje; l'Archivio e la Galleria di Josip Bepo Benkovic a Herceg Novi, Centro culturale a Kotor, Chiesa di San Giorgio a Orahovac (Kotor), Chiesa di Nostra Signora a Krimovice (Kotor), Chiesa di San Giovanni a Dub (Kotor), Chiesa di San Giorgio a Sisici (Kotor), Chiesa di San Giorgio a Sutvara (Kotor), Chiesa di San Giorgio a Prijeradi (Kotor), Chiesa di Sant'Eustacio a Dobrota (Kotor), Chiesa di Nostra Signora delle Rocce a Perast (Kotor), mosaici romani a Risan (Kotor) e dodici chiese a Grbalj (Kotor)